# Rooie Buurt (Katwijk aan Zee)

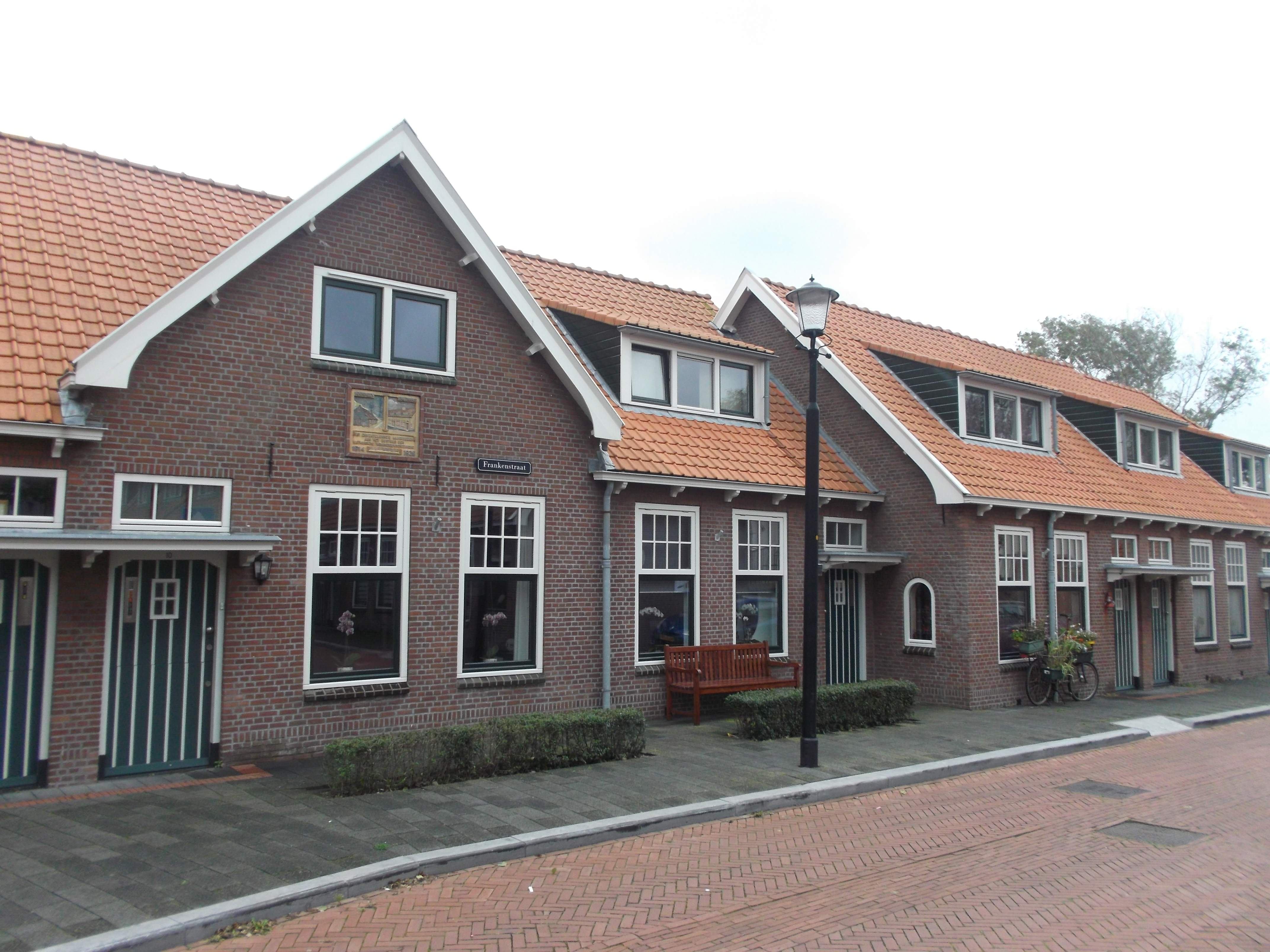
Frankenstraat, gemeentelijk monument.

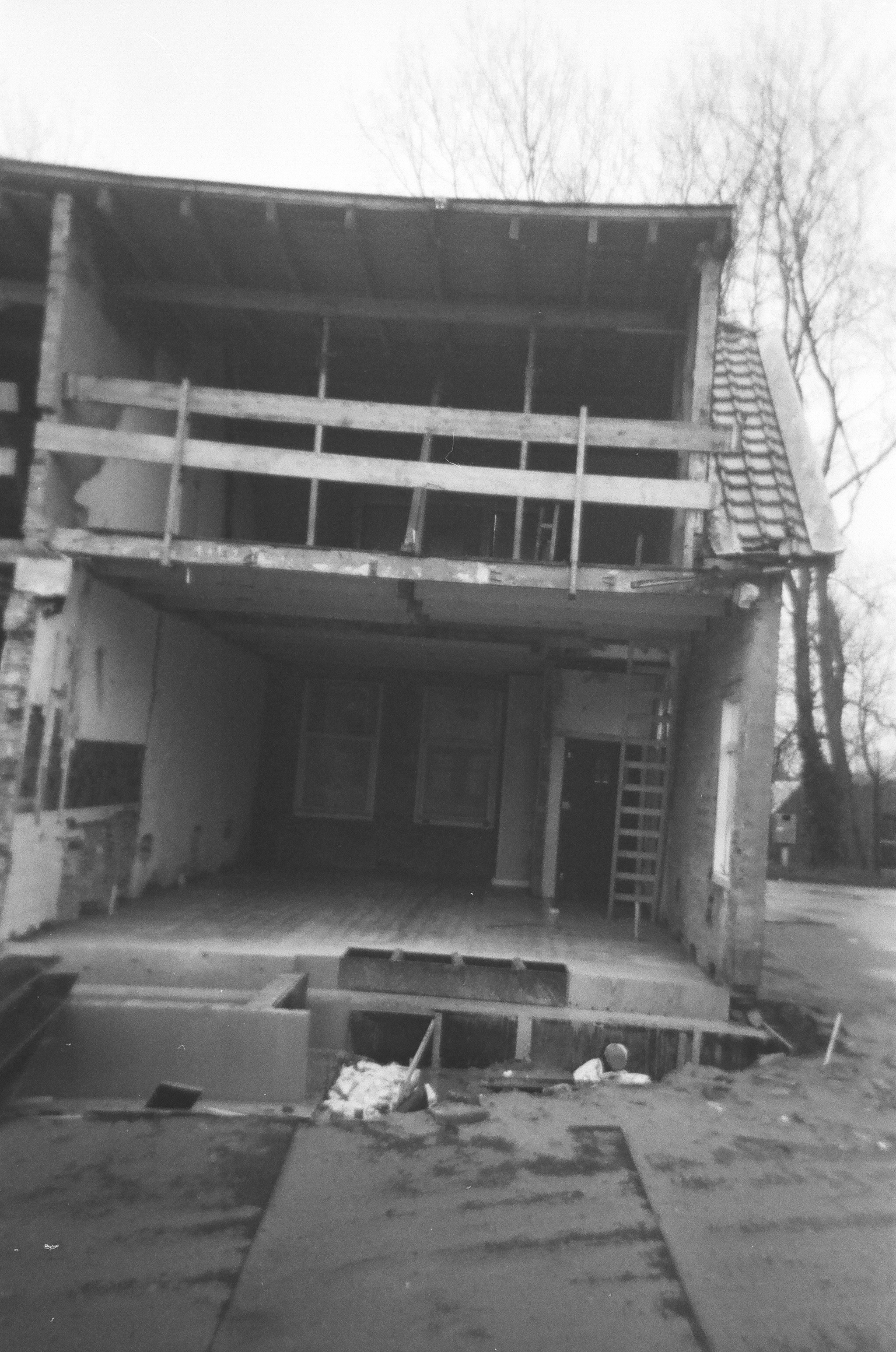
In 2006 is begonnen met het opknappen van de Rooie Buurt. Vijfenvijftig woningen zijn gesloopt om plaats te maken voor nieuwbouw, 122 woningen zijn gerenoveerd.

De Rooie Buurt is een wijk in de gemeente Katwijk (in de Nederlandse provincie Zuid-Holland), in de kern Katwijk aan Zee. De vooroorlogse wijk bevat veel relatief kleine eengezinswoningen, bovenwoningen en appartementen. De wijk is gelegen tussen de zee en het Prins Hendrikkanaal, en grenst aan het centrum.

## Geschiedenis
De Rooie Buurt ligt aan de monding van de Oude Rijn in Katwijk aan Zee.
De Rooie Buurt was het eerste project van de Katwijksche Bouwvereniging, later Woonstichting KBV,  die werd opgericht door Katwijkse notabelen in 1914.  Alle bouwverenigingen in de gemeente Katwijk fuseerden in 2006 tot Dunavie. De Rooie Buurt is ontworpen door architect en lokale beroemdheid Hendrik J. Jesse (1860-1943). De eerste 150 woningen aan de rand van Katwijk werden in 1919 opgeleverd en waren bestemd voor vissers en arbeiders. In de tijd van Jesse werd de Rooie Buurt soms nog "rode dorp" genoemd.
De wijk dankt zijn naam aan de rode bakstenen en dakpannen. Dit viel destijds op tussen de doorgaans blauwe daken in Katwijk. De bouw van de wijk luidde het begin in van de verstedelijking van het vissersdorp Katwijk. In de Tweede Wereldoorlog werd een deel van de buurt aan de Boulevardzijde gesloopt in opdracht van de Duitse bezetters. Er was ruimte nodig voor de bouw van de Atlantikwall, verdedigingswerken bedoeld om een invasie vanuit Engeland te voorkomen. 
In de jaren 1960, 50 jaar na de bouw van de Rooie Buurt, volgde een eerste, beperkte renovatie. In 2002, 90 jaar na de bouw, werd het initiatief genomen voor een tweede, ingrijpende renovatie. Hierbij werd besloten een deel van de Rooie Buurt te slopen en nieuwe portiekwoningen te bouwen. Ondanks de hevige protesten van inwoners van de Rooie Buurt, vond dit plan uiteindelijk doorgang. Van de 232 woningen werden er in 2006 55 gesloopt. De overgebleven woningen staan op de lijst van gemeentelijke monumenten en zijn gerenoveerd. Naast warmte-isolatie is er ook geluidsisolatie in de woningen gebracht en zijn vele schuttingen vervangen voor vaste hoge schuttingen in de achtertuin, waardoor de bewoners meer privacy hebben.
De voorzijde van de woningen werd bij de opknapbeurt zo veel mogelijk in oude stijl gerestaureerd. Voor achterzijde heeft de nabijheid van de zee als inspiratie gediend. Dit blijkt uit de ruwhouten schuttingen en de witte houten bergingen, die refereren aan de ‘strandarchitectuur’ van de badhokjes op het Katwijkse strand.
‘Het Eiland’, een blok van vier woningen in het midden van de Rooie Buurt, is een markant punt in de wijk. Vroeger waren hier twee buurtwinkels gevestigd, onder andere een waterstokerij waar behalve heet water ook sigaretten per stuk werden verkocht. Het vrijstaande bouwblok is geheel gerenoveerd, aan de achterzijde zijn de bergingen in oude stijl herbouwd en aan de voorzijde werden weer winkelluifels aangebracht naar het oorspronkelijke ontwerp.

## Buslijnen
De Rooie Buurt wordt bediend door buslijn 31. Buslijn 401 komt enigszins in de buurt, maar met meer dan 5-10 minuten loopafstand.

## Trivia
- Kappie, de hoofdpersoon uit de strip Kappie van Bert van der Meij, woont in de Rooie Buurt.